# Žarko Knežević
Žarko Knežević (in serbo Жарко Кнежевић?; Mojanovići, 17 luglio 1947 – Belgrado, 30 ottobre 2020) è stato un cestista jugoslavo.

## Carriera
Con la Jugoslavia ha disputato i Giochi olimpici di Monaco 1972, i Campionati mondiali del 1974 e due edizioni dei Campionati europei (1971, 1973).